# قطب القيادة
في السياسة الصينية الحديثة، قطب القيادة (في اللغة الصينية 领导核心; بنظام بينيين lǐngdǎo héxīn) هو لقب يشير إلى زعيم رئيسي وجوهري في قيادة الحزب الشيوعي الصيني. وإلى الآن منح أربعة قادة هذا اللقب فقط. وهم كل من: ماو تسي تونغ، ودينغ شياو بينغ، وجيانغ زيمين، وشي جين بينغ.
اللقب ليس رسميًّا ولا يحمل تبعات قانونية أو مزايا سياسية، ولكن استخدامه في وثائق الحزب الرسمية يمنح حامله تميزًا في المكانة السياسية من الناحية النظرية مقارنة ببقية أفراد قيادة الحزب الشيوعي الصيني. فكرة عمل قطب القيادة مستوحاة من المركزية الديمقراطية في النظرية السياسية اللينينية، ويهدف إلى تمثيل أهمية مركزية في القيادة بدلًا من السلطة الهرمية في الحكم، مما يميزه عن دور القائد الأعلى. على الرغم من أن جميع من منحوا لقب قطب القيادة كانوا أيضًا ممن منحوا لقب القائد الأعلى، لكن لم يمنح جميع ممن يلقبون بالقائد الاعلى لقب قطب القيادة.

## التاريخ
منذ بداية انعقاد مؤتمر زوني في سنة 1935، كان ماو تسي تونغ هو الزعيم بلا منازع للحزب الشيوعي الصيني، على الرغم من أنه لم يسمى رسميًّا رئيسًا للحزب حتى عام 1943. ومع هذا، فإن الجزء الأكبر من سلطة ماو جاءت بصفة غير رسمية من خلال سنوات من بناء النفوذ والتاثير السياسي والقيادي خلال الحرب الاهلية والتحركات والنضال داخل الحزب. بعد وفاة ماو في عام 1976، خلفه في رئاسة الحزب هوا جوفينج، الذي كان غير قادر على بناء تحالف قوي ومدعوم على الرغم من امتلاكه عدد من الألقاب الرسمية. وفي عام 1978 ظهر دينغ شياو بينغ زعيمًا بارزًا للصين، حيث كان يعتبر أعلى سلطة في البلاد طوال الثمانينيات على الرغم من أنه لم يشغل سوى منصبًا رسميًّا واحدًا فقط، وهو منصب رئيس اللجنة العسكرية المركزية.
بعد احتجاجات ساحة تيانانمن عام 1989، تم تهميش تشاو زيانغ، الأمين العام للحزب والمعترف به على نطاق واسع كخليفة دينغ شياو بينغ في ذلك الوقت، بسبب تعاطفه مع الطلاب المحتجين. وبدلاً منه، أحضر شيوخ الحزب آنذاك سكرتير حزب شنغهاي جيانغ زيمين لتولي منصب الأمين العام للحزب الشيوعي الصيني. على الرغم من ان جيانغ، الذي قضى معظم حياته المهنية في شنغهاي، لم يكن لديه خبرة سابقة في التنظيم المركزي للحزب وكان يعتبر مرشح ثانوي. ومن اجل تعزيز سلطة جيانغ ورفع مكانته في الحزب تطلب ذلك دعم دينغ (الرئيس الصيني حينها) والمسؤولين الثمانية الكبار في الحزب الشيوعي الصيني، وايضا تطلب اعتراف أعضاء آخرين في قيادة الحزب بأن جيانغ أصبح الآن الشخصية القيادية المهيمنة.
لتعزيز موقف جيانغ على الرغم من خبرته البسيطة في سكرتارية الحزب الشيوعي الصيني، قدم دنغ فكرة «قطب القيادة»، حيث استشهد بماو باعتباره قطبًا رئيسيًّا في قيادة الحزب خلال الثورة في السنوات الأولى من عمر جمهورية الصين الشعبية، وأعلن نفسه كقطب القيادة في الحزب منذ بداية الاصلاحات الاقتصادية. كان مصطلح «قطب» أو «قلب»، يشير إلى صورة مركزية وغير هرمية، حيث يعتبر ابتكارًا سياسيًا ذكيًا بتجنب تسمية أي فرد بأنه «أعلى» أو «فوق البقية». وبدلا من ذلك اعتمدت التسمية المركزية. حيث اعترفت هذه التسمية ضمنيًا بالعلل السياسية المصاحبة لتقديس شخصية واحدة سياسيا خلال حقبة ماو بينما سمحت أيضًا بتجسيد الوحدة حول شخصية قيادية واحدة.
بعد فترة وجيزة من تقدم الجيش في بكين للسيطرة على الاحتجاجات، وتحديدا في يونيو من عام 1989, قال دينغ لزعماء الحزب الشيوعي الصيني الآخرين «يجب أن يكون لكل مجموعة قيادية، قطب (شخصية مركزية)؛ لا يمكن الاعتماد على مجموعة قيادية بدون قطب». ظاهريا، كان دنغ يشير إلى تفتت السلطة في الثمانينيات التي ادت إلى نتيجة غير مرغوب فيها من الانقسام المفتوح بين قادة الحزب في وقت الأزمات. وبناء عليه، أعلن دنغ أن جيانغ زيمين سيكون قطب «الجيل الثالث» من قادة الحزب الشيوعي الصيني. تمت الإشارة إلى جيانغ على أنه «قطب القيادة» في الوثائق الرسمية لأول مرة في 9 نوفمبر من عام 1989، في ختام الجلسة العامة الخامسة للجنة المركزية الثالثة عشرة، والتي دعت الحزب إلى «الالتفاف حول مركز قيادة الحزب جيانغ زيمين». تكررت هذه العبارة بعد ذلك كشعار مألوف في وثائق الحزب الرسمية، حتى خلافة تولي هو جينتاو كقائد للحزب في عام 2002.
عندما تولى هو جينتاو مناصب رئاسة كلا من الحزب الشيوعي الصيني وجمهورية الصين الشعبية، رفض جيانغ زيمين التخلي عن رئاسة اللجنة العسكرية المركزية حتى عام 2005، كخطوة مشابهة لما حصل في في عام 1980 عندما رفض دينج شياو بينج التخلي عن رئاسة اللجنة العسكرية المركزية في حين ان اشخاص اخرين هم من كانوا يقودون الحزب. لكن جيانغ زيمين لم يكن يتمتع بنفوذ مثل نفوذ دينغ شياو بينغ، وانتقده بعض أعضاء الحزب لأنه تجاوز مدة ولايته والتدخل في شؤون خليفته. حيث قام جيانغ بتوحيد أعضاء اللجنة الدائمة للمكتب السياسي للحزب الشيوعي الصيني، التي اتخذت قرارات بالاجماع مع حلفائه، للحد من سلطة هو جينتاو. لذلك كان يُنظر إلى هو جينتاو إلى حد كبير على أنه شخصية ذو مسؤوليات أكبر مقارنة مع زملائه في اللجنة الدائمة. وذلك ليس فقط أنه لا يستطيع أن يحكم بشكل مباشر، ولكنه أيضًا لم يكتسب اعترافًا بأنه «قطب» ضمن القيادة الصينية. حيث من الممكن اعتبارها إشارة إلى أنه ربما يفتقر إلى قوة التحكيم التي عادة ما تُكسب الشخصية لقب «قطب القيادة». حيث لم يُشار إلى هو جينتاو صراحة على أنه «قطب القيادة» الجديد في الحزب من قبل المجموعة القيادية. وبدلاً من ذلك، فأن عبارة «الاتحاد حول مركز الحزب مع الرفيق هو جينتاو كأمين عام» قد شاع استخدامها.
وبعد هو جينتاو قدم شي جين بينغ أمينًا عامًا للحزب الشيوعي الصيني في عام 2012. حيث شرع في سلسلة من البرامج الجريئة للقضاء على الفساد وإصلاح الاقتصاد. بحلول عام 2016، أصبحت إمكانية وتفوق شي جين بينغ جلية على نطاق واسع وبدأ العديد من قادة الحزب من الاقاليم يعلنون الولاء له وبدأ استعمال مصطلح «قطب القيادة» مجددًا للإشارة إلى شي جين بينغ. حيث أُطلق لقب «قطب القيادة» عليه رسميًّا في اجتماع للجنة المركزية في وقت لاحق من ذلك العام.